# Kecskemét

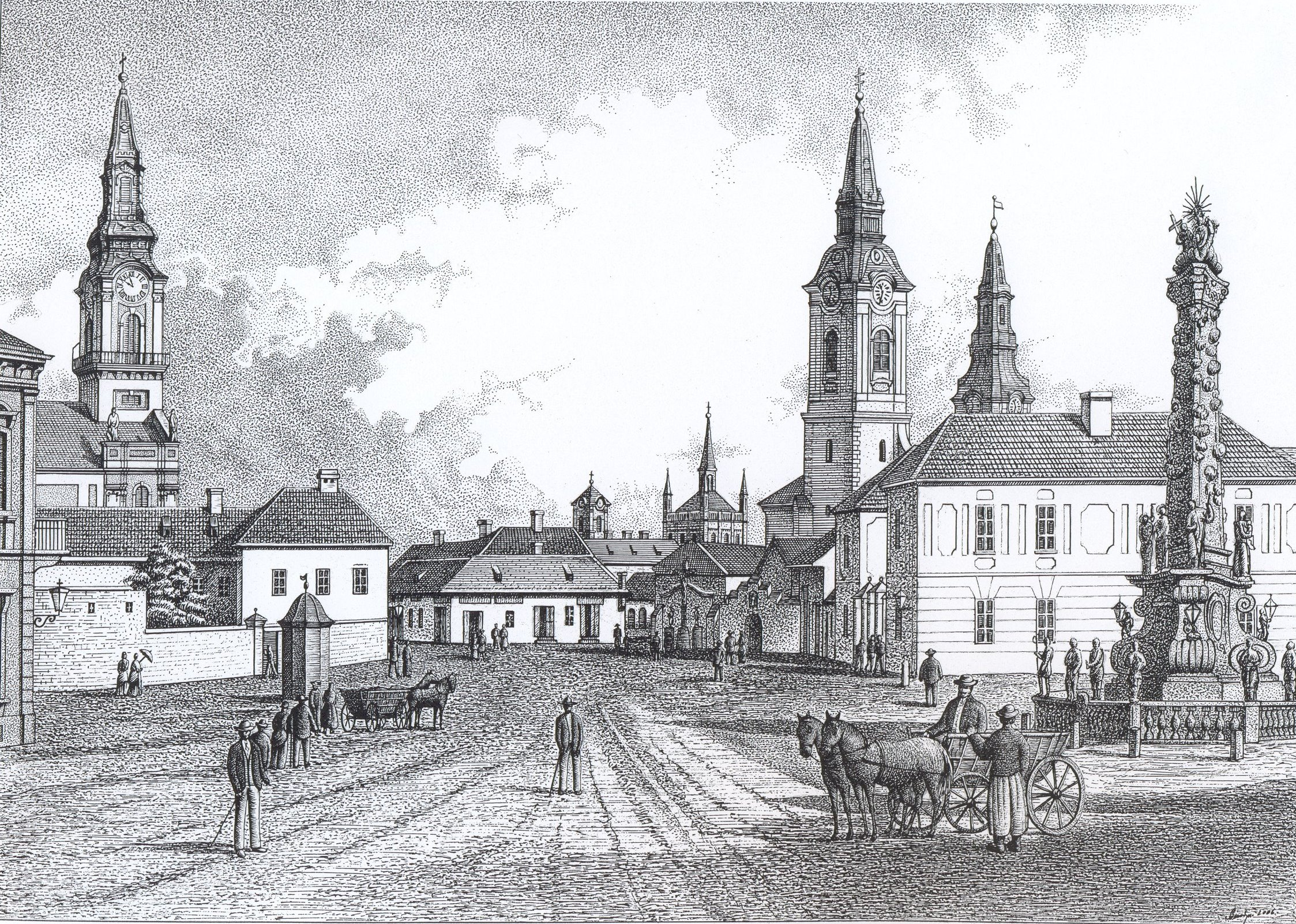
Das Zentrum von Kecskemét um 1900

Kecskemét [ˈkɛʧkɛmeːt] (deutsch Ketschkemet) ist eine Stadt mit Komitatsrecht in der Großen Ungarischen Tiefebene. Sie ist der Komitatssitz des Komitates Bács-Kiskun. Der Name bedeutet so viel wie „Ziegengang“.
Die Stadt liegt 122 m ü. d. M., erstreckt sich über 3213,60 ha und steht mit rund 110.000 Einwohnern (Schätzung von 2007) auf Platz acht der Städte in Ungarn. Kecskemét liegt etwas südöstlich des geographischen Mittelpunktes des Landes, südöstlich der Hauptstadt Budapest und nordwestlich der drittgrößten ungarischen Stadt Szeged, von beiden jeweils ca. 85 km entfernt, und ca. 95 km nördlich der Grenze zu Serbien (bei Röszke).

## Geschichte
Kecskemét war bereits um 3000 v. Chr. besiedelt. Bei Ausgrabungen fanden Archäologen ein Urnenfeld aus der Bronzezeit, weiterhin entdeckte man beim Bau eines Piaristen-Gymnasiums avarische Gräber.
Als Stadt wird der Ort 1368 erstmals erwähnt.
Auch unter der Türkenherrschaft blühte die Stadt und genoss das Privileg der Selbstverwaltung. Grundlage des Wohlstandes war die Rinderzucht sowie, darauf aufbauend, der Viehhandel, das Kürschner- und das Kunstschmiedehandwerk.
1710 fiel Kecskemét an Österreich und blieb bis 1867 unter der Herrschaft Wiens. Ab 1867 erhielt Ungarn Gleichberechtigung im Staat und formell die Herrschaft über einen Teil des Habsburgerreiches (Ungarische Reichshälfte), das nun Österreich-Ungarn hieß.
1834 befreite sich die Stadt aus eigener Kraft aus der Abhängigkeit der Grundherrn mit ihren Lehnspflichten. Man begann, den auf Gemeindeboden liegenden Großgrundbesitz in Parzellen aufzuteilen und es entstanden in der Puszta viele dauernd bewohnte Einzelhöfe (Tanyas). Um den brachliegenden Sandboden zu binden, wurden in der ersten Hälfte des 19. Jahrhunderts Millionen von Obstbäumen angepflanzt. Um 1900 lebte bereits die Hälfte der Stadtbevölkerung in solchen Einzelgehöften.
Die blühende Landwirtschaft und der seit dem Österreichisch-Ungarischen Ausgleich von 1867 einsetzende Aufschwung des Gewerbes ließen ein Großbürgertum entstehen, das um die Jahrhundertwende das Stadtzentrum mit vielen Bauwerken des Jugendstils bereicherte.
Am 8. Juli 1911 wurde Kecskemét von einem schweren Erdbeben erschüttert, das große Zerstörungen anrichtete.
Ab 1918 bzw. 1920 war Kecskemét Teil des nun von Österreich unabhängigen Königreichs Ungarn, von 1946 bis 1989 der Volksrepublik Ungarn, seit 1989 der Republik Ungarn, die 2004 Mitglied der EU wurde.
1950 gewann die Stadt an administrativer Bedeutung: Sie wurde zum Komitatssitz des flächenmäßig größten Komitats (ungarisch megye) Bács-Kiskun. Diese Rolle behauptete sie auch im post-kommunistischen System nach der Grenzöffnung und dem Ende des Kalten Krieges 1988/89.

## Wappen
Beschreibung: In Rot ein aufgerichteter silberner Ziegenbock auf einem grünen Berg im Schildfuß. Auf dem Schild ruht die Stephanskrone.

## Bedeutung
Kecskemét ist das kulturelle und wirtschaftliche Zentrum der zwischen Donau und Theiß gelegenen Region. Die Stadt, die genau zwischen der Hauptstadt Budapest und der drittgrößten ungarischen Stadt Szeged liegt (sie ist von beiden jeweils 85 km entfernt), besitzt die Hochschule Kecskemét, eine Fachhochschule mit drei Fakultäten, außerdem ein Wissenschaftliches Institut für die Große Ungarische Tiefebene (Alföldi Tudományos Intézet) und das Musikpädagogische Institut „Zoltán Kodály“ (Kodály Zoltán Zenepedagógiai Intézet).
Kecskemét ist ein wichtiges Zentrum für die sich als Zeitgenössische Kunst definierende Moderne Keramik. 1973 entstand, mitten in der Stadt, in einer Gruppe historischer Häuser, die Künstlerkolonie Nemzetközi Kerámia Stúdió, das Internationale Keramik Studio. In der seit 1976 ganzjährig arbeitenden Institution finden Meisterklassen mit weltweiter Beteiligung statt. Das Studio hat zudem eine eigene Kunstsammlung, die schon mehrmals im Ungarischen Museum für Kunstgewerbe gezeigt wurde. 1986 wurde auf Initiative des Studios in der Stadt ein inzwischen privatisiertes Unternehmen für Keramikerbedarf gegründet.
Kecskemét liegt nach wie vor inmitten eines intensiv landwirtschaftlich genutzten Gebietes (v. a. Obst-, Gemüse- und Weinbau), dessen Erträge in Kecskemét verarbeitet werden. Deshalb ist die Lebensmittelindustrie der bedeutendste Industriezweig der Stadt. Sie ist die Heimat des berühmten ungarischen Aprikosenschnapses Barackpálinka. Mercedes-Benz hat beschlossen für 800 Mio. Euro hier ein neues Werk zu errichten und an diesem Standort die Nachfolgemodelle für die B-Klasse zu fertigen und somit knapp 3.000 neue Arbeitsplätze in die Region zu generieren.
Militärisch gesehen ist Kecskemét eine der wichtigsten Städte Ungarns neben Szolnok und Veszprém, in erster Linie, weil der Luftwaffenstützpunkt Kecskemét im Nordosten der Stadt liegt. Dort wurden NATO-Übungen wie Dragon Nest im Jahr 2004 und 2005 sowie das Ample Train 2003 durchgeführt. Auf dem Flughafen finden jährlich internationale Flugshows statt.

## Verkehr
Kecskemét liegt an der Bahnstrecke von Budapest nach Szeged. Vom Westbahnhof von Budapest (Budapest Nyugati pályaudvar) benötigt man mit einem InterCity-Zug 77 Minuten, von Szeged 61 Minuten nach Kecskemét. Zudem liegt die Stadt an der 2006 fertiggestellten großen Nord-Süd-Autobahn, der M5 (die südlich der Grenze zu Serbien als Autoput A1 in Richtung Novi Sad und Belgrad führt), auf der man Budapest oder Szeged in jeweils ca. 70 Minuten erreicht (Novi Sad (ca. 210 km entfernt) in ca. 2:15, Belgrad (ca. 295 km) in 2:45 bis drei Std.). Über Budapest (knapp 90 km, ca. 1:10 h) erreicht man österreichisches Gebiet, bei den Grenzorten Hegyeshalom/Nickelsdorf (ca. 250 km), in 2:20 bis drei Stunden, die Stadt Wien (ca. 325 km) über die von der Grenze weiter führende österreichische West Autobahn (A 1) in 3:15 bis vier Stunden.

## Wirtschaft
Im Juni 2008 gab die deutsche Daimler AG bekannt, dass ihr Geschäftsbereich Mercedes-Benz Cars plant, bis 2012 ein neues Automobilwerk in der Region Kecskemét zu eröffnen. Baubeginn war Oktober 2009. Die Investitionen beliefen sich auf 800 Millionen Euro. Es sollten jährlich 100.000 Autos dort montiert werden und ca. 2.500 neue Arbeitsplätze entstehen. Die eigentlich wirtschaftlich strukturschwache und von Landwirtschaft geprägte Region Kecskemét setzte sich aufgrund geringerer Logistikkosten, einem bestehenden Zulieferernetz und einer durchgehenden Autobahnverbindung zu den Mercedes-Stammwerken in Baden-Württemberg trotz (geringfügig) höherer Löhne gegen konkurrierende Standorte in Polen und Rumänien durch. 2012 wurde das Werk eröffnet. Seit 2013 wird auch der CLA in Kecskemét gefertigt. 2015 hatte das Werk 4.000 Mitarbeiter. Im Mai 2018 wurde die Produktion der B-Klasse durch die A-Klasse vierter Generation abgelöst, im Juni 2018 wurde der Grundstein für ein neues vollflexibles Werk gelegt.

## Sehenswürdigkeiten

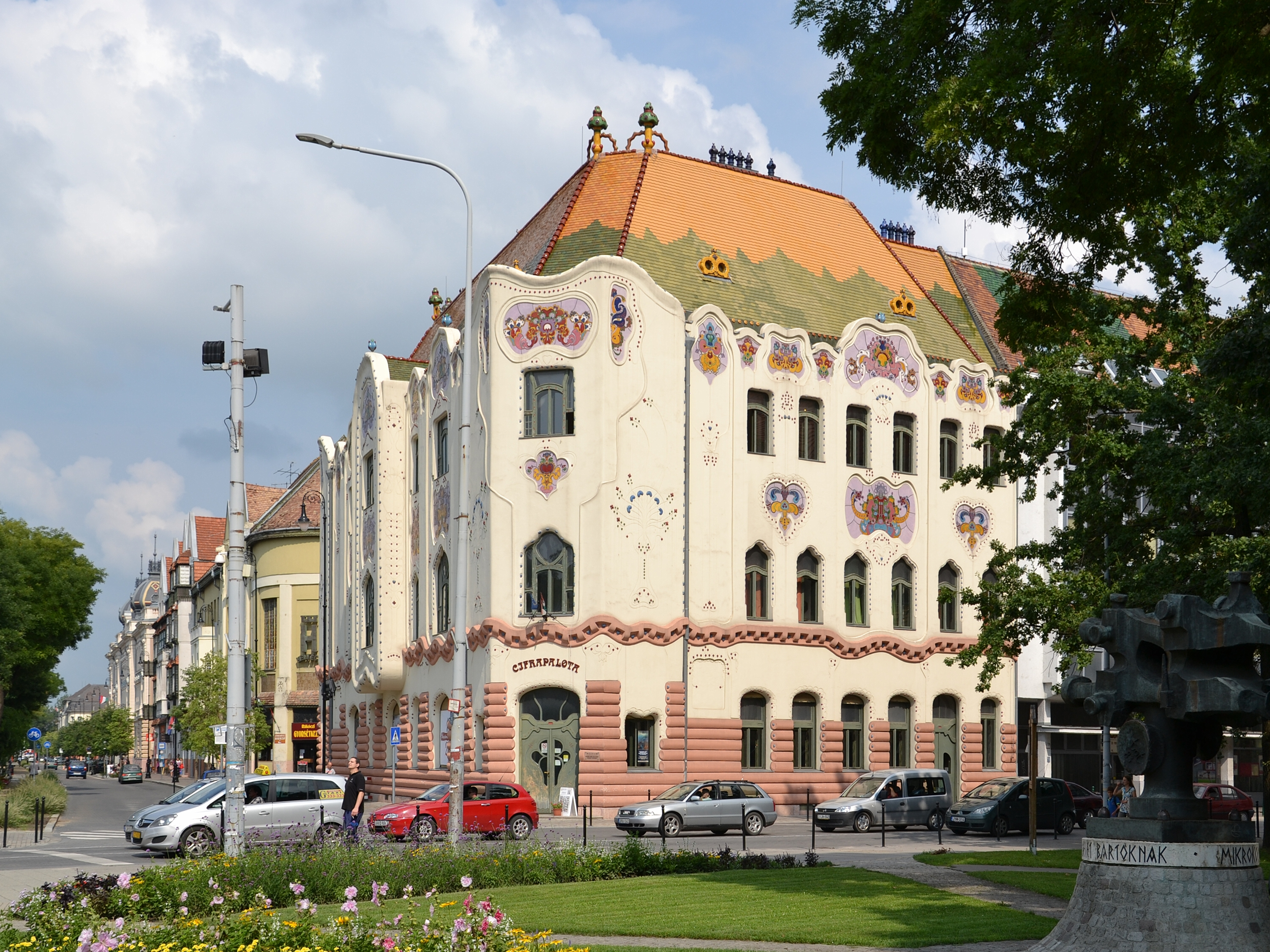
Palais Cifra

Kecskemét zeigt die für die Große Ungarische Tiefebene typische Bebauungsstruktur mit einer weitläufigen Peripherie von Einzelgehöften, dann dörflichen Wohnsiedlungen, sozialistischen Trabantenstädten und einem relativ kleinen, großstädtisch wirkenden Zentrum.
Aus der Barockzeit stammt die Reformierte Kirche Kecskemét. Aufgrund der langsamen Stadtentwicklung und mehrerer Großbrände im Zentrum stammen die meisten Sehenswürdigkeiten aus der Zeit des Jugendstils. Der berühmteste ungarische Architekt dieser Epoche, Ödön Lechner, schuf hier das für ganz Ungarn stilbildende Rathaus (1893–1896). Aus der Reihe von repräsentativen Bürgerpalästen ist das Palais Cifra („Cifrapalota“) hervorzuheben. In letzterem finden unterschiedliche Ausstellungen ein temporäres Zuhause.
Weiterhin gibt es in Kecskemét mehrere Museen wie das József-Katona-Museum (Katona József Múzeum), das ungarische Fotomuseum (Magyar Fotográfiai Múzeum), das Musikinstrumentenmuseum (Leskowsky Hangszergyűjtemény), das Museum ungarischer naiver Künstler (Magyar Naiv Művészek Múzeuma), das József-Katona-Gedenkhaus (Katona József Emlékház) sowie die Kunstsammlung der orthodoxen Kirche (Ortodox Egyházművészeti Gyűjtemény).
30 Kilometer südwestlich von Kecskemét befindet sich die Bugac-Puszta, der touristisch ausgebaute Teil des Nationalparks Kiskunság, der die Landschaft so zeigt, wie sie vor der Urbarmachung mit Einzelgehöften im 19. Jahrhundert bestand (siehe Abschnitt: Geschichte). Diese Region wurde von einer Schmalspurbahn erschlossen, die in Kecskemét ihren Ausgangspunkt hatte.

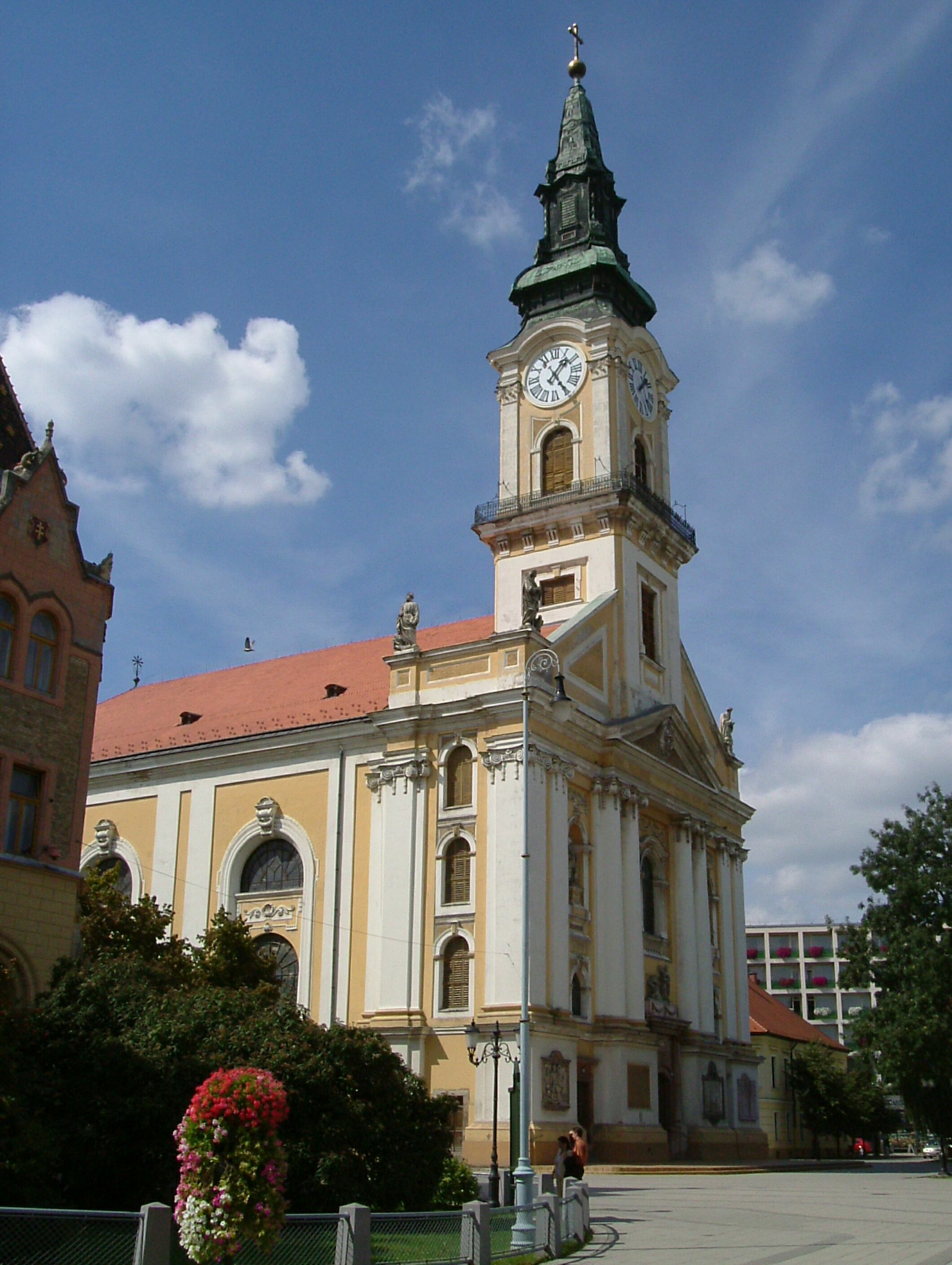
Nagytemplom, römisch-katholische Kirche Urunk Mennybemenetele Társszékesegyház (2006)

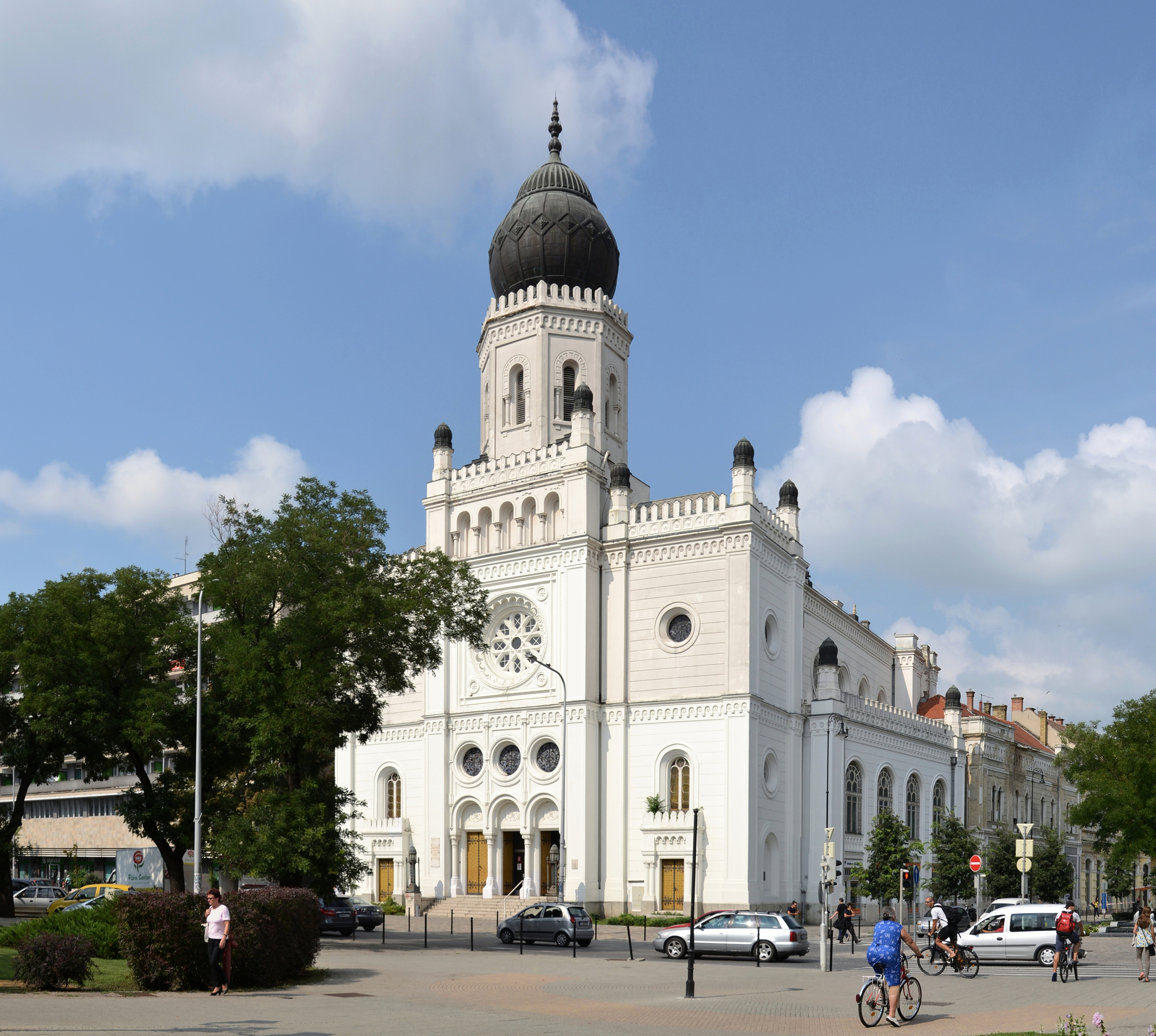
Ehemalige Synagoge (2014)

## Demographie
Kecskemét hat 107.267 Einwohner (2001). Die Bevölkerung ist mit einer großen ungarischen Mehrheit homogen. Ein paar tausend Angehörige der Roma-Minderheit leben in der Stadt, sie bilden seit 1994 ihre unabhängige Minderheitsregierung. Die Bevölkerung verteilt sich wie folgt auf die verschiedenen ethnischen Gruppen bzw. Muttersprachen: 95 % Ungarisch, 0,8 % Roma, 0,4 % Deutsch; 0,2 % Slowakisch; 4,8 % andere. Die Stadt hatte vor dem Zweiten Weltkrieg eine blühende jüdische Gemeinde mit einer großen Synagoge der neologen und einer kleineren Synagoge der orthodoxen Gemeinde. Die meisten Juden wurden während der deutschen Besetzung Ungarns im Jahr 1944 von den Nazis in Konzentrationslager deportiert, wo sie getötet wurden.

## Stadtbezirke
| - Belváros (Innenstadt) - I. Árpádváros - II. Máriaváros - III. Széchenyiváros - IV. Bethlenváros - V. Rákócziváros - VI. Erzsébetváros - VII. Kossuthváros - VIII. Hunyadiváros - IX. Szent István-város (Műkertváros, Szolnoki-hegy) - X. Szent László-város (Rendőrfalu) | - XI. Alsószéktó (Szeleifalu) - XII. Felsőszéktó (Petőfiváros, Sutusfalu) - XIII. Talfája - XIV. Katonatelep - XV. Repülőtér (Reptéri-lakótelep) - XVI. Matkó - XVII. Kadafalva - XVIII. Szarkás - XIX. Hetényegyháza - XX. Méntelek - XXI. Borbáspuszta |

## Söhne und Töchter der Stadt
- József Katona (1791–1830), Dramatiker
- Ida Ferenczy von Vecseszék (1839–1928), Vorleserin der Kaiserin Elisabeth
- Emánuel Moór (1863–1931), Pianist, Komponist und Erfinder
- Adolf Fényes (1867–1945), Maler
- Zoltán Kodály (1882–1967), Komponist
- Ladislaus Bus-Fekete (1896–1971), ungarisch-US-amerikanischer Bühnen- und Filmautor
- Nándor Orbán (1910–1981), Moderner Fünfkämpfer
- Vilmos Vajta (1918–1998), evangelisch-lutherischer Theologe
- Nicolas Abraham (1919–1975), französischer Psychoanalytiker
- Josef von Ferenczy (1919–2011), deutsch-ungarischer Medienmanager, Verleger und Filmproduzent
- Moshe Sanbar (1926–2012), israelischer Ökonom
- Imre Földi (1938–2017), Gewichtheber
- Péter Balázs (* 1941), Politiker und EU-Kommissar
- István Orosz (* 1951), Graphiker und Zeichentrickfilmer
- István Busa (* 1961), Fechter
- Márton Gyöngyösi (* 1977), Politiker
- Károly Balzsay (* 1979), Boxer
- Boglárka Bábiczki (* 1981), Jazzsängerin
- Zsófi Trecskó (* 1987), Schauspielerin und Drehbuchautorin
- Alpár Szabó (* 1990), Volleyballprofi
- Dorina Korsós (* 1995), Handballspielerin
- Gréta Kiss (* 1998), Volleyballspielerin

## Städtepartnerschaften
Es bestehen Städtepartnerschaften mit 24 in- und ausländischen Städten, darunter:
| - Aomori (Japan) - Arcueil (Frankreich) - Berehowe (Ukraine) - Coventry (Vereinigtes Königreich) - Dornbirn (Österreich) - Galanta (Slowakei) - Großenhain (Deutschland) - Hyvinkää (Finnland) | - Lidköping (Schweden) - Nahariya (Israel) - Rüsselsheim am Main (Deutschland) - Simferopol (Ukraine) - Târgu Mureș (Rumänien) - Tekirdağ (Türkei) - Viborg (Dänemark) |

## Trivia
Die Stadt Kecskemét findet Erwähnung in der zweiten Strophe des Liedes Röslein dreie in der Reihe aus Brahms’ Zigeunerliedern op. 103. Dort heißt es: Schönstes Städtchen in Alföld ist Ketschkemet.